# Фордуны
Фордуны́ мн. ч. (от ед. ч. нидерл. pardoen — парду́н, форду́н, фарду́н, где «ф» в начале русифицированного слова появилась при схожести многих морских терминов, наподобие голландского vооr- (форбра́мсель); нем. perdûn(e) произошло от итал. bardoni) — снасти стоячего такелажа, крепящие стеньгу или брам-стеньгу сзади и с бортов. 
Фордуны предназначены для противодействия тяге штагов вперёд и придания стеньгам и брам-стеньгам большей остойчивости.
В зависимости от того, какое рангоутное дерево фордуны удерживают, они получают дополнительные наименования:
- «Фор-стень-фордуны», «фор-брам-стень-фордуны», «фор-бом-брам-стень-фордуны» укрепляют рангоутное дерево фок-мачты
- «Грот-стень-фордуны», «грот-брам-стень-фордуны», «грот-бом-брам-стень-фордуны» укрепляют рангоутное дерево грот-мачты
- «Крюйс-стень-фордуны», «крюйс-брам-стень-фордуны», «крюйс-бом-брам-стень-фордуны» укрепляют рангоутное дерево бизань-мачты

Нижние концы фордунов, оканчивающиеся юферсом или огоном с коушем, крепят к бортам судна позади вант и бакштагов на «фордунной скамеечке» (маленький руслень) или на обухах, поставленных выше или ниже «скамеечки». На верхнем конце фордунов выделывают кренгельс, надеваемый на топ соответствующей мачты.
На современных яхтах, оснащаемых мачтами без стеньг, «фордунами» называют снасти, проведённые с топа мачты при наличии бакштагов. Часто нижние концы бакштагов и фордунов соединяют вместе, чтобы упростить управление яхтой при маневрировании.
Изготавливают фордуны из стального, синтетического или специального пенькового троса.